# Ella T. Grasso
Ella Grasso (Hartford, 10 de maio de 1919 — 5 de fevereiro de 1981) foi uma política estadunidense. Foi eleita pela revista de notícia Time como Pessoa do Ano em 1975, representando as mulheres americanas.
Afirmou que "a presidência deve ser um estado de reflexão sobre nós próprios, onde seja possível levar a bem as mudanças que a evolução no mundo propõe".